# Steinberg
（斯坦伯格）是德国一家开发及出产音乐制作软件及硬件配备的私人公司，总公司位于汉堡。2004年12月，成為日本集團的子公司。
它主要生产音乐录音、制作和编辑软件，如数码音频工作站软件和VSTi合成器软件。当前著名的产品如下：
- Cubase（DAW）
- Nuendo（影音DAW）
- HALion（音色庫）
- Dorico（製譜軟體）
- Sequel（入門DAW）

此外，Steinberg也连同母公司山葉公司一起开发各类新型音乐制作硬件配备如：
- CC121 - 先进音乐软件控制器
- CI2 - 先进音乐软件控制器
- MR816 CSX - 先进音频介面
- MR816 X - 先进音频介面

## 外部連結
- （英文）Steinberg 官方网站（页面存档备份，存于）